# Іноцибе звичайний
Іноцибе звичайний (Inocybe geophylla (Sow. ex Fr.) Kumm.) — отруйний гриб з родини іноцибові (Inocybaceae). Місцева назва — плютка землянопластинчаста.

## Опис
Шапка 2-4(5) см у діаметрі, конусоподібна, з білою кортиною, згодом розпростерта з горбом, біла, білувата, рудувата, спочатку клейкувата, пізніше суха, шовковиста, гола, пластинки білуваті, потім бежеві. Спори жовтувато-буруваті, веретеноподібно-овальні, гладенькі, 7,5-10 Х 5-6,5 мкм. Ніжка 3-6 Х 0,2-0,4 см, щільна, біла, лілувата. М'якуш білий, при розрізуванні не змінюється, з неприємним запахом.

## Поширення та місця існування
Поширений по всій Україні. Росте у листяних і хвойних лісах: часто; у липні — листопаді. 

## Значення
Отруйний гриб. При отруєнні виникають симптоми збудження М-холінорецепторів, виникає Діарея, біль у животі, звуження зіниці ока, підвищене слиновиділення, утруднене дихання внаслідок спазму бронхів. 